# Rorschach (Saint-Gall)
Pour les articles homonymes, voir Rorschach.
Rorschach est une commune suisse du canton de Saint-Gall, située dans la circonscription électorale de Rorschach.
Le château de Wartegg est un édifice situé dans cette commune et datant de la Renaissance.

Photo aérienne par Walter Mittelholzer (entre 1918 et 1937).

## Transports
La gare CFF de Rorschach est également le départ de la route cycliste nationale appelée Route des lacs qui conduit à Montreux.

## Culture et patrimoine

### Héraldique
| Blason | Blasonnement : De gueules à une gerbe d'or accostée à dextre et à senestre d'un poisson d'argent à la tête en pointe. |